# Daniele De Angelis
Daniele De Angelis (Roma, 28 marzo 1988) è un attore italiano.

## Carriera
Nasce a Roma nel quartiere Monteverde. Ha fatto il suo debutto cinematografico a 18 anni, interpretando Alessio nel film Ma che ci faccio qui!, regia di Francesco Amato. Nel 2007 ritorna sul grande schermo con tre film: Cardiofitness, regia di Fabio Tagliavia, Last Minute Marocco, diretto da Francesco Falaschi, dove è uno degli interpreti principali, e infine Scrivilo sui muri, per la regia di Giancarlo Scarchilli, in cui è uno dei protagonisti. Nel 2008 debutta sul piccolo schermo con la miniserie tv in sei puntate, I liceali, regia di Lucio Pellegrini, dove ha il ruolo di Cristiano Malagò che torna ad interpretare nella seconda stagione in onda nel 2009. Nello stesso anno è anche sul grande schermo con Feisbum! Il film, pellicola in otto episodi ispirata al social network Facebook.
Lavora anche in teatro, per lo spettacolo La belle notti diretto da Claudio Boccaccini.
Ha collaborato a diverse pellicole di Gianni Zanasi come La felicità è un sistema complesso, Troppa grazia e War - La guerra desiderata.

## Filmografia

### Cinema
- Ma che ci faccio qui!, regia di Francesco Amato (2006)
- Last Minute Marocco, regia di Francesco Falaschi (2007)
- Cardiofitness, regia di Fabio Tagliavia (2007)
- Scrivilo sui muri, regia di Giancarlo Scarchilli (2007)
- Il compleanno, regia di Marco Filiberti (2009)
- Feisbum! Il film - Episodio: Siempre!, regia di Mauro Mancini (2009)
- Fantasmi - Italian Ghost Stories - Episodio: Offline, regia di Andrea Gagliardi (2009)
- La felicità è un sistema complesso, regia di Gianni Zanasi (2015)
- Troppa grazia, regia di Gianni Zanasi (2018)
- War - La guerra desiderata, regia di Gianni Zanasi (2022)

### Televisione
- I liceali, regia di Lucio Pellegrini e Giulio Manfredonia - Miniserie TV - Joi - Canale 5 (2008)
- I liceali 2, regia di Lucio Pellegrini e Francesco Amato - Miniserie TV - Joi - Canale 5 (2009)
- Distretto di Polizia 10, regia di Alberto Ferrari – Serie TV - Canale 5, episodio 10x12 (2010)
- I liceali 3, regia di Francesco Miccichè - Miniserie TV - Canale 5 (2011) - Episodio: Gita scolastica
- Leonardo, regia di Daniel Percival e Alexis Sweet – Serie TV - Rai 1 (2021)

### Documentario
- Papa Francesco - Un uomo di parola, regia di Wim Wenders

## Teatrografia
- Le belle notti, regia di Claudio Boccaccini (2009/2010)
- L'ultimo Volo, regia di Claudio Boccaccini (2011)